# SOUL is DYNAMITE
『SOUL is DYNAMITE』（ソウル・イズ・ダイナマイト）は、日本のロックバンド・THE TON-UP MOTORSが2006年6月3日に発売した1枚目のアルバムである。

## 内容解説
バカ笑い大将
『ブギウギ係長』EDテーマ。メキシコの映像作家chokによるPVが制作されている。
スウィート・スウィート・ラヴァー
『ブギウギ専務』EDテーマ。
生粋のナンバー
2008年のサッポロ飲料「生粋」CMのために書き下ろされた楽曲で、『ブギウギ専務』EDテーマ。オオタタカユキによるPVが制作されている。

## 収録内容
| 全作詞・作曲・編曲: 上杉周大。 |                                      |          |            |       |
| #                              | タイトル                             | 作詞     | 作曲・編曲 | 時間  |
| 1.                             | 「バカ笑い大将」                     | 上杉周大 | 上杉周大   | 02:40 |
| 2.                             | 「最終列車は音を立てて走れ!!」       | 上杉周大 | 上杉周大   | 03:28 |
| 3.                             | 「今に賛成!!」                       | 上杉周大 | 上杉周大   | 03:27 |
| 4.                             | 「スウィート・スウィート・ラヴァー」 | 上杉周大 | 上杉周大   | 04:46 |
| 5.                             | 「生粋のナンバー」                   | 上杉周大 | 上杉周大   | 04:05 |
| 6.                             | 「タイガー・ブーガルー」             | 上杉周大 | 上杉周大   | 01:56 |
| 7.                             | 「右腕ファイヤー」                   | 上杉周大 | 上杉周大   | 02:52 |
| 8.                             | 「俺達のバラッド」                   | 上杉周大 | 上杉周大   | 03:34 |
| 9.                             | 「七つの海に抱かれた男」             | 上杉周大 | 上杉周大   | 02:16 |
| 10.                            | 「グッと来てライラ」                 | 上杉周大 | 上杉周大   | 03:40 |
| 11.                            | 「泣かすぜベビー」                   | 上杉周大 | 上杉周大   | 03:21 |
| 12.                            | 「夜明けのハートボイルド」           | 上杉周大 | 上杉周大   | 04:15 |
| 13.                            | 「無責任讃歌」                       | 上杉周大 | 上杉周大   | 04:06 |
| 合計時間:                      | 合計時間:                            | 44:26    |            |       |